# Dawid Nilsson
Dawid Nilsson, född 31 augusti 1977 i Sławno, är en polsk tidigare handbollsspelare (vänsternia). Han spelade 122 elitseriematcher för IFK Skövde och gjorde 806 mål, i snitt 6,6 mål per match. Detta placerar honom som femma i IFK Skövdes egen skytteliga, som är baserad på antal elitseriemål.

## Klubbar
- Gwardii Koszalin (–1995)
- Wybrzeża Gdańsk (1995–2001)
- IFK Skövde (2001–2005)
- Bidasoa Irún (2005–2007)
- Aarhus GF (2007–2008)
- Cuenca 2016 (2008–2010)
- Dunkerque HGL (2010–2012)
- Wybrzeża Gdańsk (2012–2016)